# Portada/article juny 8
Encara que es divideixen arbitràriament en oceans separats, aquestes aigües conformen una massa d'aigua salada global i interconnectada. Les divisions oceàniques es defineixen pels continents, pels arxipèlags o per altres criteris. Les divisions oceàniques són: l'oceà Atlàntic, l'oceà Índic, l'oceà Pacífic, l'oceà Àrtic i l'oceà Antàrtic.

## Oceà
Un oceà (del grec Ωκεανός, Okeanós, el nom del déu mitològic Oceà) és una gran massa d'aigua salada que, en la seva totalitat, cobreix prop del 71% de la superfície de la Terra (una àrea de 361 milions de quilòmetres quadrats). Els oceans són, per tant, el principal component de la hidrosfera. Gairebé la meitat de l'aigua marina o oceànica del món té una profunditat de 3.000 metres. La salinitat mitjana dels oceans és d'aproximadament 35 parts per mil (3,5%), en un rang de 31 a 39 parts per mil.
Encara que es divideixen arbitràriament en oceans separats, aquestes aigües conformen una massa d'aigua salada global i interconnectada. Les divisions oceàniques es defineixen pels continents, pels arxipèlags o per altres criteris. Les divisions oceàniques són: l'oceà Atlàntic, l'oceà Índic, l'oceà Pacífic, l'oceà Àrtic i l'oceà Antàrtic.
El 8 de juny és el Dia mundial dels mars i els oceans.